# Tikanga

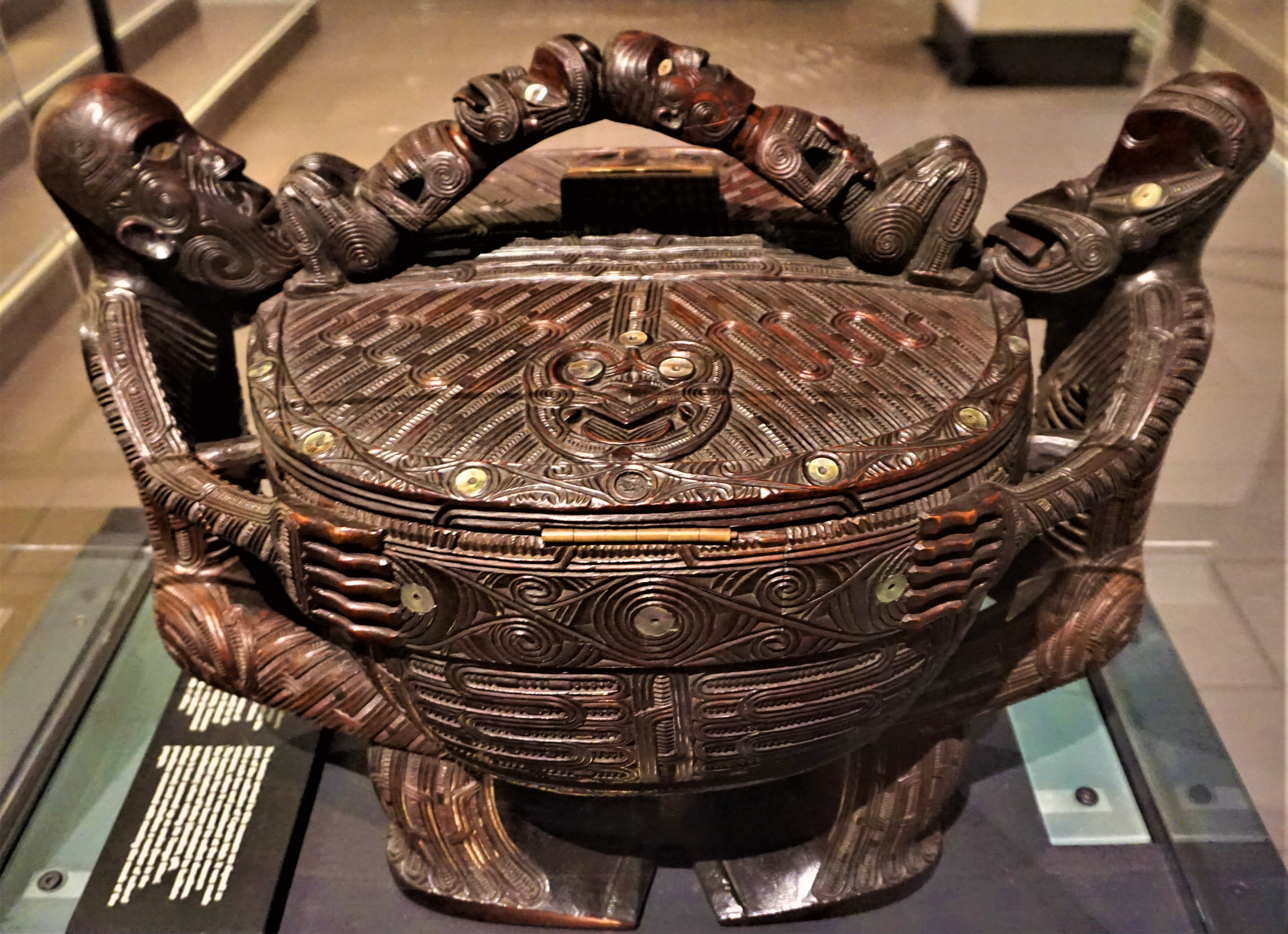
Un bol donné comme koha, exposé à Auckland. Selon Metiria Turei, la gravure sur bois whakairo est une des représentations visuelles de la tikanga.

La tikanga Māori, parfois appelée « First Law », est le droit des nations maori. Elle repose sur le système de parenté et les valeurs maori.

## Terminologie
Dans le dictionnaire de maori juridique, les différents sens du terme tikanga sont introduits ainsi : « L'usage traditionnel de tikanga se réfère au système coutumier de valeurs et de droit, profondément ancré dans le contexte social ». Il dérive du mot tika, signifiant notamment « correct ».

## Histoire

### XIXesiècle
Au cours du XIXe siècle, certaines formes administratives sont exigées des Maoris par l'administration coloniale britanniques, comme les Native Councils ou les committees. Au sein de ces nouvelles institutions, les manières de pratiquer et de penser les normes de la tikanga évoluent. La culture juridique maori, à cette époque, s'inspire parfois de la common law. Souvent, les procédures utilisées trouvent des moyens de contourner ou d'amenuiser le pouvoir colonial croissant.
Au début de la colonisation, les Britanniques reconnaissent la valeur juridique de la tikanga maori comme une forme de common law. Toutefois, au long du XIXe siècle, les colons néo-zélandais poursuivent de plus en plus l'idéal de recréer une société anglaise parfaite, et s'approprient des terres maori. Cela contribue à propager l'idée selon laquelle les Maoris seraient barbares et n'auraient aucune forme de droit.

## Institutions

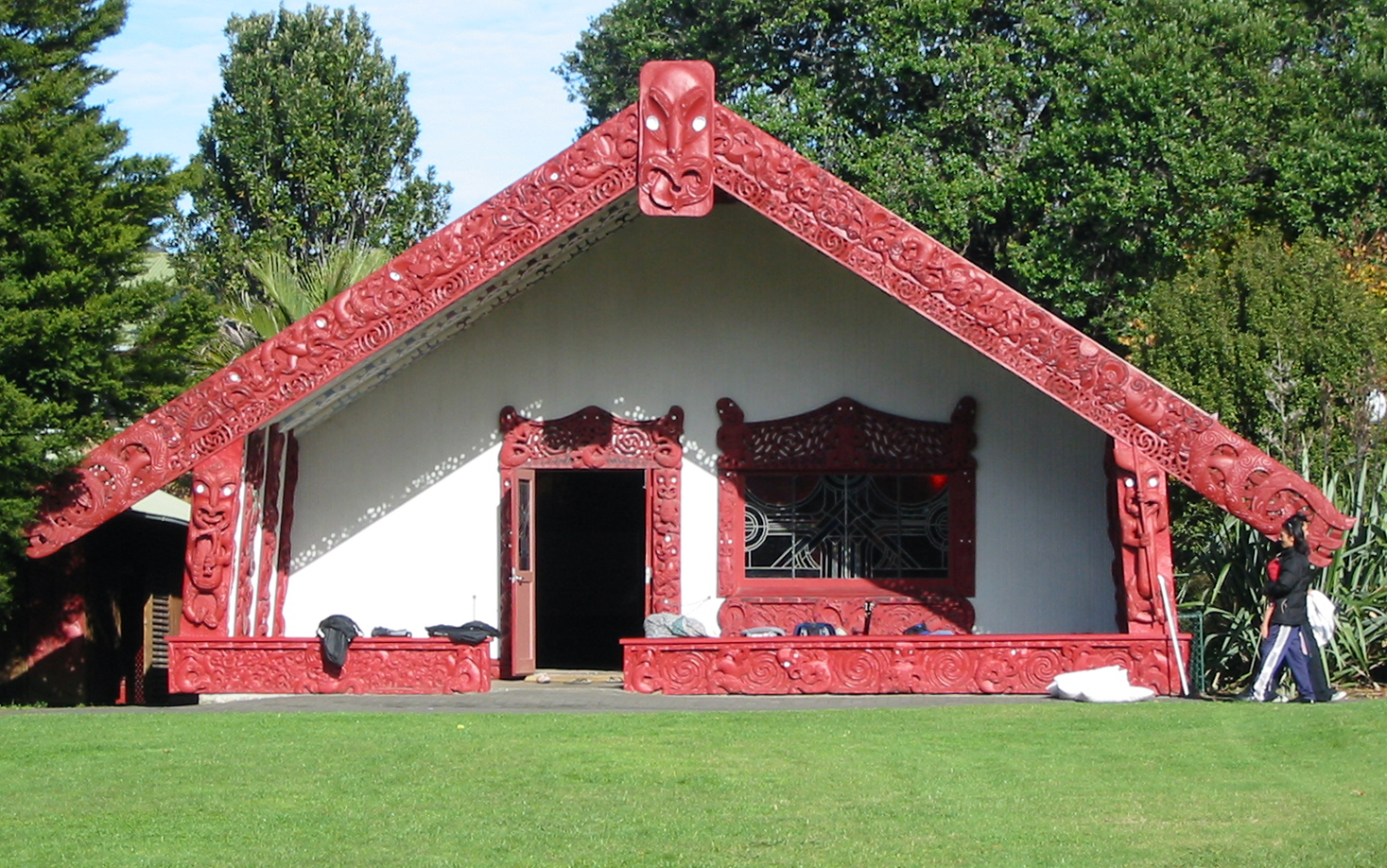
Les dans les marae sont des lieux importants pour la tikanga.

Les cinq normes de la tikanga qui semblent les plus stables historiquement sont le tapu, le mana, le utu, la whakapapa et la whanautanga.

### Kaitiakitanga
Être gardien kaitiaki signifie être investi de la mission de l'intendance d'un patrimoine commun taonga, par exemple la biodiversité native d'Aotearoa. Un exemple de mesure kaitiakitanga est la création d'une zone rāhui.

### Mana whenua
Le pouvoir (mana) de gérer une étendue de pays (whenua) revient à des groupes de parenté de différents niveaux, les hapu et les iwi. Cette intendance, contrairement aux systèmes juridiques colonialistes, tolère les recoupements de territoire, le but étant l'harmonie ea.

### Hui
Le hui (en), une assemblée, est important pour la pratique de la tikanga. Il commence en général par un protocole cérémoniel incluant des karakia, et doit être sous-tendu par la modestie whakaiti. Il est traditionnellement tenu dans les marae et peut réunir plusieurs centaines de personnes, mais reste valide en se faisant de manière plus réduite.

## Relation au droit pakeha
La tikanga Māori est distincte du droit étatique de Nouvelle-Zélande, même si ce dernier contient des éléments empruntés ou influencés par la tikanga. Ainsi, le terme de Tātai ture est un terme général qui englobe à la fois le droit étatique et ses emprunts à la tikanga.
Les relations entre la tikanga et le Tātai ture sont régies par le Traité de Waitangi. Un exemple de concept juridique maori utilisé dans ce traité est le tino rangatiratanga. La tikanga est de plus en plus considérée par les tribunaux comme une source de la common law, mais pour Valmaine Toki, la reconnaissance de la tikanga au même rang que la common law et la constitution de Nouvelle-Zélande est une condition nécessaire au destin commun.
Le terme tikanga devient de plus en plus utilisé dans l'anglais néo-zélandais à cause de nouvelles lois spécifiant la consultation avec des représentants des iwi (tribus) sur plusieurs sujets, dont la gestion des ressources naturelles du pays.

## Représentations dans la culture
Le film Cellfish de 2017 aborde le thème de la tikanga sous l'angle de la justice réparatrice à travers l'histoire d'une enseignante de littérature intervenant dans une prison pour hommes,.